# Lucas Forsell
Lucas Forsell, född 5 september 2003 i Västerås, är en svensk professionell ishockeyforward som spelar för Färjestad BK i SHL. Han är känd för sitt energiska tvåvägsspel och draftades av Vancouver Canucks som nummer 201 i NHL-draften 2021

## Karriär
Forsell inledde sin ishockeykarriär i Fagersta AIK, där han snabbt gjorde sig ett namn som en produktiv juniorforward. Han flyttade till Färjestad BK 2019 och tog klivet upp i SHL under säsongen 2020/21.
Säsongen 2021/22 blev han svensk mästare med Färjestad BK. Han har även spelat på lån i BIK Karlskoga i Hockeyallsvenskan under säsongen 2022/23.
Under sina första fem säsonger i SHL har han spelat över 150 matcher och noterat 35 poäng (23 mål, 12 assist). Han har också representerat Sverige i juniorlandslagen på U19- och U20-nivå.

## Spelstil
Forsell är en energiforward med stark arbetsmoral, bra skridskoåkning och ett snabbt handledsskott. Han används ofta i både offensiva och defensiva roller, inklusive boxplay.

## Statistik

### Klubbstatistik (utvalda säsonger)
| Säsong  | Lag           | Liga | Grundserie (GP–G–A–P) | Slutspel |
| ------- | ------------- | ---- | --------------------- | -------- |
| 2021/22 | Färjestad BK  | SHL  | 30–4–2–6              | —        |
| 2022/23 | Färjestad BK  | SHL  | 35–11–2–13            | 7–2–2–4  |
| 2022/23 | BIK Karlskoga | HA   | 17–2–4–6              | —        |
| 2023/24 | Färjestad BK  | SHL  | 46–4–3–7              | 4–1–0–1  |
| 2024/25 | Färjestad BK  | SHL  | 46–4–5–9              | 6–0–0–0  |

### Internationellt
| År   | Lag         | Turnering      | Matcher | Mål | Assist | Poäng |
| ---- | ----------- | -------------- | ------- | --- | ------ | ----- |
| 2022 | Sverige U20 | Juniorlandslag | 3       | 0   | 1      | 1     |
| 2021 | Sverige U19 | Juniorlandslag | 2       | 0   | 0      | 0     |

## Meriter
- Svensk mästare: 2022 med Färjestad BK
- Deltagit i Champions Hockey League med Färjestad BK

## Personligt
Lucas Forsell kommer ursprungligen från Västerås men spelade sina ungdomsår i Fagersta AIK.